# دخن شائع
دُخْن شائع أو دُخْن أصفر أو الكَنَب أو دُعاع أو ذرة حمراء  أو ذرة مستطيلة (بالإنجليزية: Proso millet)‏ هي أحد أنواع الدخن ويزرع لحبوبه الشائعة الاستعمال. تشير الأدلة الأثرية إلى أن الدخن قد دُجِّنَ أول مرة في حوالي 10000 سنة مضت في شمال الصين. يزرع المحصول على نطاق واسع في الصين والهند ونيبال وروسيا وأوكرانيا وبيلاروسيا والشرق الأوسط وتركيا ورومانيا والولايات المتحدة، حيث يزرع حوالي نصف مليون فدان كل عام. يتميز المحصول بدورة حياته القصيرة للغاية حيث تنتج بعض الأصناف الحبوب بعد 60 يومًا فقط من الزراعة،  ومتطلباتها المائية المنخفضة ما ينتج الحبوب بكفاءة أكبر لكل وحدة رطوبة من أي أنواع حبوب أخرى اختُبِرَت.

## معرض صور

خريطة للعالم تُظهر مراكز منشأ تقريبية للزراعة وانتشارها في عصور ما قبل التاريخ: الهلال الخصيب (11000 سنة مضت)، أحواض نهر اليانغتسي والنهر الأصفر (9000 سنة مضت)، مرتفعات غينيا الجديدة (9000-6000 سنة مضت)، وسط المكسيك (5000-4000 BP)، شمال أمريكا الجنوبية (5000-4000 BP)، أفريقيا جنوب الصحراء (5000-4000 BP، الموقع الدقيق غير معروف)، وشرق أمريكا الشمالية (4000 - 3000 BP).

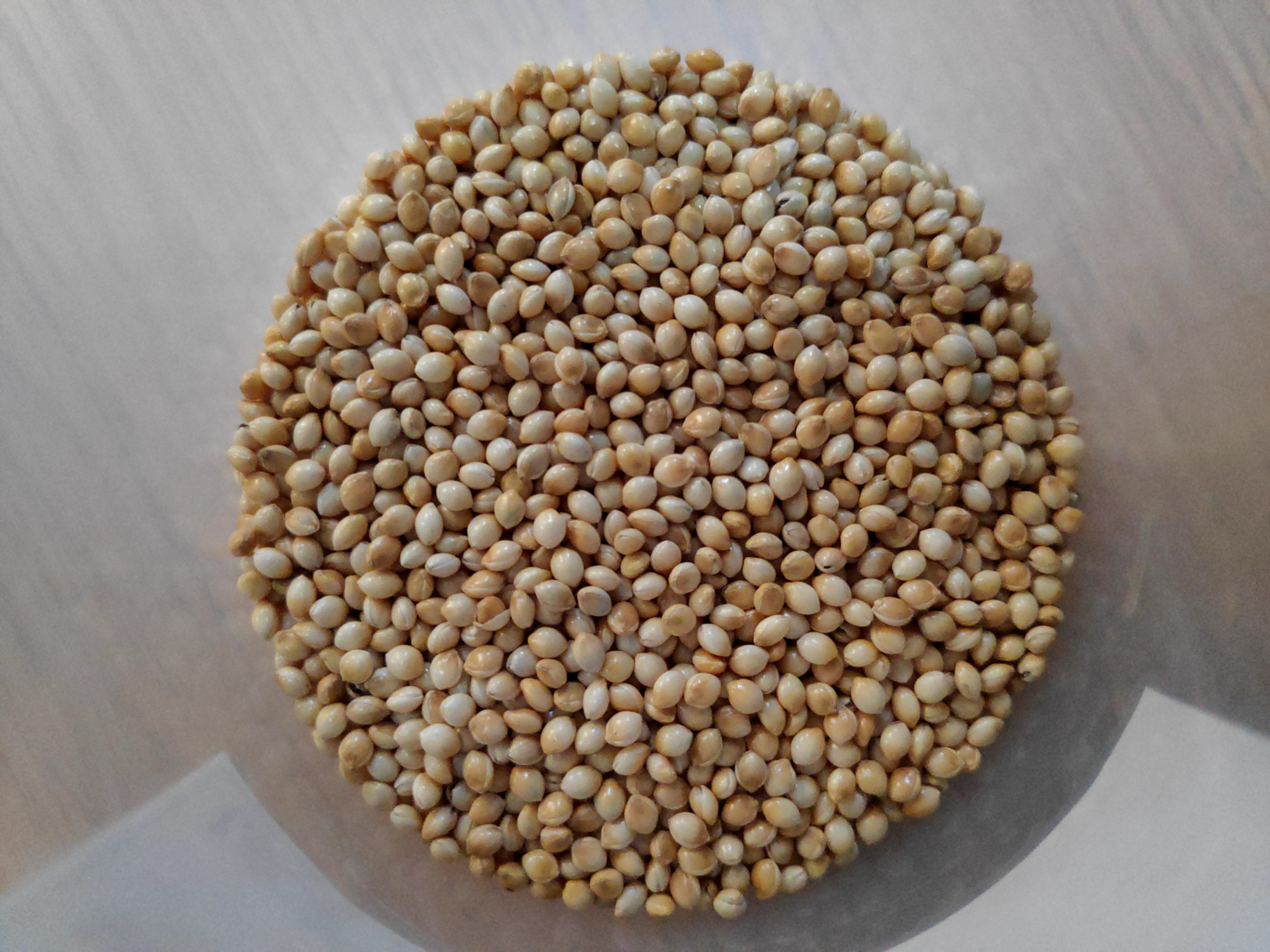
حبوب الدخن الشائع
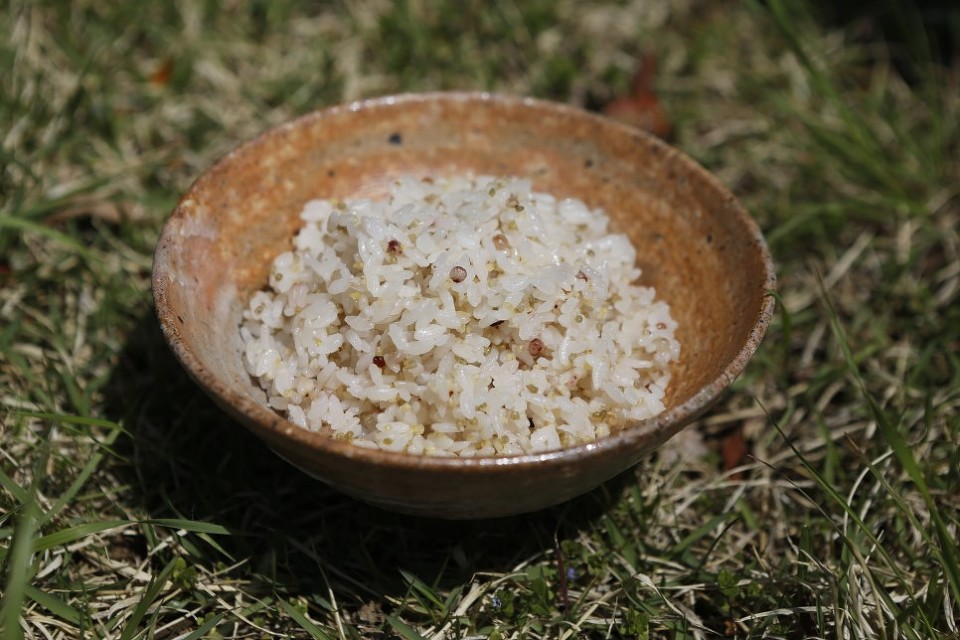
أرز الدخن